# Henri Espieux
Pour les articles homonymes, voir Espieux.
Henri Paul Marie Espieux (Enric Espieut) est un poète et écrivain français d'expression occitane né à Toulon le 13 avril 1923 et mort à Nîmes le 27 décembre 1971.

## Biographie
Il passa l'essentiel de sa vie à Paris où il fonda la section locale de l'Institut d'études occitanes.
Il s'installa à la fin de sa vie à Nîmes, qui lui inspira quelques pages.

## Œuvres
- Telaranha, coll. "Messatges", Institut d'Estudis Occitans/Subervie, Rodez, 1949
- avec Albert Maquet, Luire dans le noir : poèmes provençaux et wallons, avant-propos de René Nelli, Paris, Seghers, 1954
- "Cernida de Godolin" in Òc, abril de 1949, p. 31-36
- Òsca Manòsca !, Tolon-de-la-Mar (Toulon), Obradors de la Poesia Occitana, 1963
- Istòria d'Occitània, Lavit, Lo libre occitan, 1968
- Histoire de l'Occitanie, Agen, Cap e Cap, 1970
- Lo tèmps de nòstre amor, lo tèmps de nòstra libertat, Version française de Jean Revest, IEO, 1972
- Jòi e jovent, IEO, 1972

Réédition
- Trobas I (1947-1960) tome 1 des œuvres complètes, éditions Jorn, 2018.

Traduction
- Denis Saurat, Encaminament catar. Poèmas, Tolosa, Institut d’estudis occitans, 1955 (traduction française Henri Espieux et René Lavaud)

## Pour approfondir